# 서희태

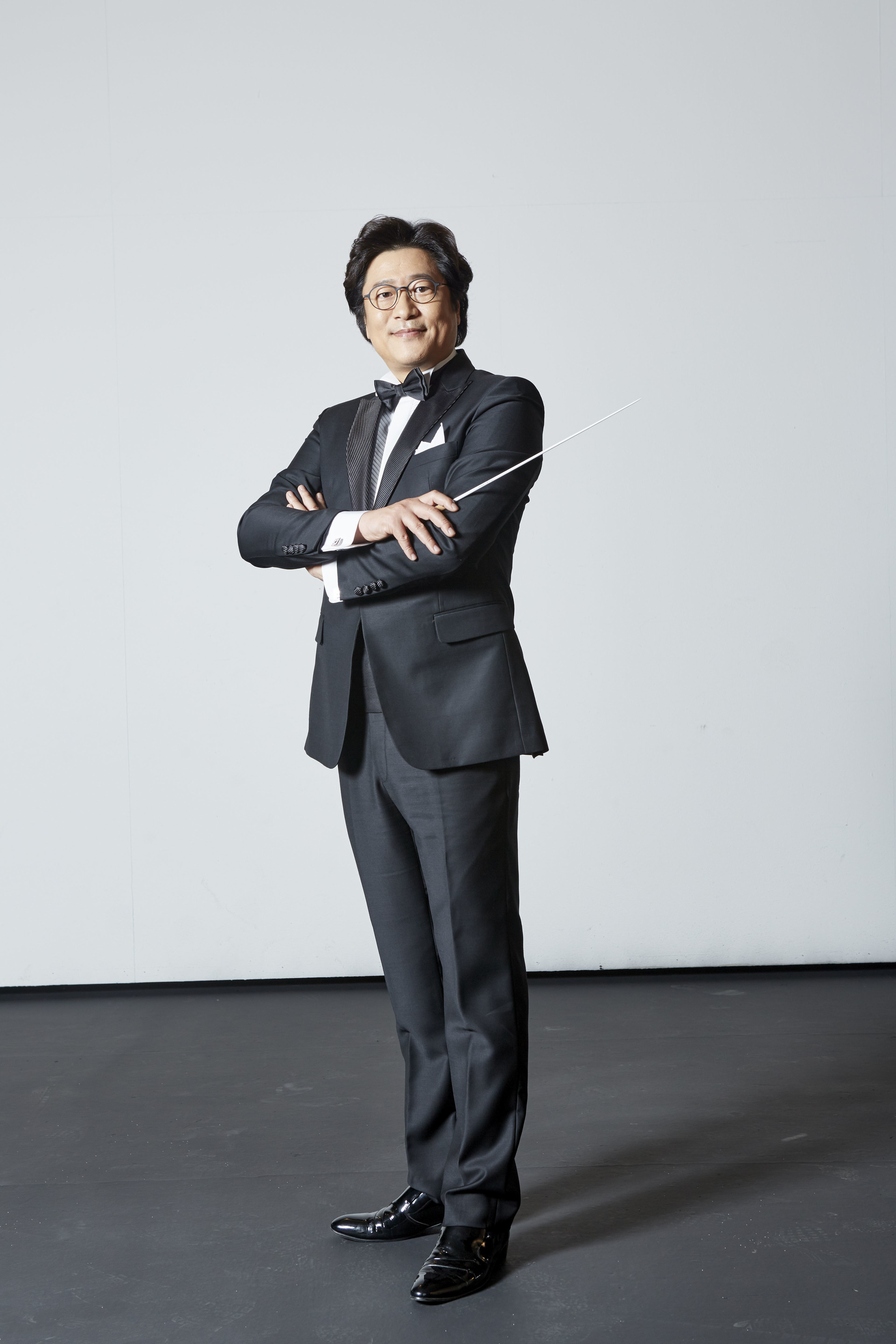

'서희태'(1965년 9월 6일 ~ )는 대한민국의 지휘자이다.
2008년 방영되었던 MBC 드라마 베토벤 바이러스 강마에의 롤 모델로 유명하다.
-
음악의 본고장 오스트리아 빈에서 성악과 지휘 전공. 서라벌대학 음악과 전임교수와 서울 내셔널 심포니 오케스트라 수석지휘자를 거쳐 현재 심포니온 오케스트라의 음악감독 겸 상임지휘자로 활동 중이다. 
-
2008년 MBC 클래식 전문 드라마〈베토벤 바이러스〉예술 감독 겸 강마에의 롤모델을 맡아 클래식과 대중의 거리를 좁히는 데 크게 기여했으며, 클래식을 처음 접하는 대중도 편안하고 유쾌하게 즐길 수 있는 ‘해설이 있는 음악회’를 진행하며 ‘소통하는 지휘자’로 불리기도 한다.
- 
2009년 김연아 선수가 출연하는 아이스쇼에서 세계 최초로 오케스트라가 직접 쇼트프로그램의 반주를 맡아 세계 언론의 격찬을 받았으며, 한국음악의 세계화를 위한 ‘다울(다함께 어울어짐)프로젝트’의 지휘자로 활동하고 있다. 
-
또한 각 기업체와 CEO들을 대상으로 ‘클래식과 창조경영’ 강연을 진행 중이며, '머니투데이'와 '조선일보' 칼럼니스트로 활동 중이다. 그 외에도 연해주 고려인을 돕는 (사)동북아평화연대와 제12대 서울시 정신보건센터 블루터치 홍보대사 “정신건강지킴이”, 연탄은행 이사 등으로 여러 가지 사회 활동을 하고 있으며, TBS 교통방송 ‘주말의 클래식’. SBS 파워FM ‘박소현의 러브게임’, EBS ‘세계테마기행’ 등 다양한 방송 활동을 통해 대중과 친근한 클래식 전문가로 인정받았다. 
저서로는 서희태의 클래식토크《베토벤 바이러스》《인생기출문제집(공동집필)》이 있다.
-
공식 홈페이지 : www.suhheetai.kr
네이버 공식커뮤니티 : http://cafe.naver.com/seoheetae “그는 클래식이다”
네이버 블로그 : http://blog.naver.com/svienna

## [학력]
1984.03 - 1989.02 부산대학교 예술대학 음악과 졸업 
1989.09 - 1991.06 헝가리 부다페스트 리스트음악원 성악교육과 수료
1991.09 - 1995.06 오스트리아 빈 시립콘서바토리 성악과 최우수 졸업
1994.09 - 1997.06 오스트리아 빈 시립콘서바토리 최고연주자과정 오페라과 졸업
1995.09 - 1997.11 오스트리아 빈 시립콘서바토리 리트, 오라토리오과 수료
2008.12 - 2010.12 이태리 도니제티 아카데미 오케스트라, 오페라 지휘과 졸업 
2005 러시아 그네신음악원 성악, 오케스트라지휘과 박사과정 수료 

## [국제 마스터 클래스]
1994.06.27 - 1994.07.27 독일 뮈헨 프린츠레겐텐 극장 마스터클래스 수료
1995.07 오스트리아 빈 국립음대 마스터클래스 수료 (Prof. David Lutz)
1997.05 오스트리아 빈 국립음대 마스터클래스 수료 (prof. Norman Shetler)
1997.08 오스트리아 빈 국제마스터클래스 성악 디플롬 (Prof. Hugh Beresford)
2005.07 오스트리아 빈 국제마스터클래스 오케스트라지휘과 디플롬  (Prof. Erwin Acell)

## [교육]
1998.03-2000.02천안대학교 시간강사 출강 (현 백석대학교)
1998.03-2003.02경성대학교 시간강사 출강
2001.03-2002.09 서라벌대학 음악과 전임교수 역임
2003.03-2008.02서울종합예술원 교수 역임 (학점은행제 교육기관)
2011.04-2014.10 KMA(한국능률협회) “클래식 아트경영 최고경영자과정” 전과정 리딩멘토 
2015.02-현재 충남대학교 경영대학원 겸임교수

## [주요 연주]
1991.03-1997.11 빈 국립오페라극장 단원 역임
2005.03-2008.12 서울내셔널심포니오케스트라 수석지휘자 역임
2009.05     '김연아 아이스쇼' 
2011.04      김연아선수 세계피겨선수권 대회 오마주 투 코리아 음악지휘
2008.12-현재  한국음악의 세계화를 위한 “다울(다함께 어울어짐)프로젝트” 지휘자
2016.04-2019 대명 페스티벌오케스트라 전임지휘자
2008.12-2019 밀레니엄심포니오케스트라 음악감독 겸 상임지휘자 

## [영화음악감독]
2011         미안해 고마워 (송일곤 감독, 김지호 주연)

## [홍보대사]
2009.10.23   국제로타리 3640지구 홍보대사
2010.08-12   제12대 서울시 정신보건센터 블루터치 홍보대사 (서울특별시 자살예방협의회 위원 겸)
2010.06-현재  (사)동북아평화연대 홍보대사
2011.01-현재  한국문화예술교육진흥원 명예교사 
2012.12-현재  한국사회복지협의회 행복나눔N켐페인 홍보대사
2013.04-현재  한국정보화진흥원 명예 홍보대사
2012.12-현재  문화체육관광부 문화공연 자문위원
2015.02-현재  국회 인성교육실천포럼 자문위원
2016.12-현재  한국 중앙자원봉사센터 홍보대사

## [표창]
2012.12 문화체육관광부장관 표창 
2015.09 서울특별시장 표창
2016.05 개교 70주년기념 ‘자랑스러운 부산대인 상’ 수상